# Лебедев-Ласточкин, Павел Сергеевич
Павел Сергеевич Лебедев-Ласточкин — российский купец из Якутска, один из основателей пушного промысла на Дальнем Востоке и первых русских поселений в Америке.

## Биография
Московский купец И. Г. Савельев, коронный поверенный по питейным сборам, в 1773 году открыл в Иркутске стекольную фабрику, а вместе со своим сыном поручиком И. И. Савельевым владел чугуноплавильным и железоделательным производством. Занимаясь питейными откупами, Савельевы принимали участие и в промысловых экспедициях.
Лебедев-Ласточкин, будучи приказчиком И. Г. Савельева, исполнял поручения хозяина в Охотске и на Камчатке. Видя, какие доходы приносит морской промысел, он решил сам принять участие в выгодном деле. Так как своих денег на покупку и снаряжение судна у него на хватало, он договорился с премьер-майором и главным командиром Камчатки Магнусом Карлом фон Бемом об отправлении разведывательной экспедиции к Курильским островам и к берегам Японии. Поддержку ему оказал рыльский купец Григорий Иванович Шелихов, в экспедиции принял участие сибирский дворянин Иван Михайлович Антипин, знавший японский язык. В районе острова Уруп тайфун уничтожил судно «Николай», но люди остались целы; спасательная экспедиция на судне «Наталия» также завершилась гибелью судна и добытой пушнины. Отчаянное финансовое положение вынудило Лебедева-Ласточкина одолжить деньги у И. Г. Савельева. Впоследствии дело дошло до третейского суда, но Лебедев-Ласточкин доплатил часть денег Савельеву, и спор был решён.
Затем Лебедев-Ласточкин отправился в Санкт-Петербург, где представил Александру Алексеевичу Вяземскому отчёты о плавании, получившие затем одобрение Екатерины II. Таким образом, несмотря на гибель судов, экспедиция сыграла важную роль в выяснении возможности установления торговых отношений с Японией: отчёты Антипина и Лебедева-Ласточкина помогли русскому правительству отправить в начале 1790-х годов специальную экспедицию во главе с Адамом Эриковичем Лаксманом. 18 апреля 1779 года вышел указ о награждении Лебедева-Ласточкина золотой медалью с надписью «За полезные обществу труды».
Тем временем после поступления от Ф. Н. Клички (генерал-майор, губернатор Иркутска в 1778—1783) рапорта и приложенного к нему экстракта из жалоб купцов Правительствующий Сенат начал разбирательство поступков бригадира Ф. Г. Немцова, бывшего до 1778 года иркутским губернатором. В ответ на жалобу Клички, обвинявшего Немцова в получении крупной взятки, тот изложил Сенату некоторые подробности экспедиции на Курильские острова, которые выставляли Лебедева-Ласточкина в неприглядном свете. Из объяснительной записки Немцова стало ясно, что якутский купец строил всяческие препятствия для участия Антипина в экспедиции. Была дана информация о притеснениях местного населения промышленниками компании, но самым серьёзным обвинением было то, что
П. С. Лебедев-Ласточкин в противность законов, определённых казённой стороны в вояж людей без ведома его, Бема, задолжал разным товаром на немалую сумму с тем, чтобы они были в промысле зверей на полупаях и имели старание не о казённой, но о его собственной пользе. По таковым поступкам получено в казну ясака только 34, а в компанию добытых и выменянных до 80 бобров.
В дальнейшем генерал-поручик И. В. Якоби, также ставший впоследствии генерал-губернатором Иркутской и Колыванской губернии, полностью подтвердил показания Немцова.
С начала 1780-х годов П. С. Лебедев-Ласточкин начинает организовывать сложные финансовые комбинации для отправления всё новых и новых промысловых экспедиций. За счёт займов и последующей продажи своих долгов он, оставаясь постоянным должником многих купцов, стал весьма преуспевающим купцом, объявившим свой капитал по 1-й купеческой гильдии. Люди его компании организовывали промысловые поселения на Аляске, скупая у индейцев и эскимосов меха наземных животных.
Снаряженный им галиот «Св. Георгий» (Коновалов) прибыл в 1791 году в залив Кука, а его экипаж основал Николаевский редут. В 1792 году «лебедевцы» основали поселение на берегах озера Илиамна и снарядили экспедицию Василия Иванова к берегам реки Юкон. 
В связи с возрастанием риска дальних плаваний, высокими затратами и временным закрытием пушного рынка в Кяхте, через который добытая на Дальнем Востоке пушнина продавалась в Китай, многие пионеры пушного промысла прекратили свою деятельность и вернулись на родину, и к 1795 году осталось лишь три компании: Киселёва, Шелихова, и Лебедева-Ласточкина. Районы промысла были поделены: Киселёвы предпочитали гряду Алеутских островов, Лебедев-Ласточкин — Чугацкую губу, Голиков и Шелихов объявили «своей территорией» остров Кадьяк, но действовали и в других районах.
В конце 1790-х годов началось слияние компаний Голикова, Шелихова и Мыльникова, что в итоге привело к созданию Российско-американской компании. Киселёв и Лебедев-Ласточкин пытались открыто противодействовать этому процессу, но это не могло повлиять на ход событий, так как создание компании было поддержано на государственном уровне. Последние значительные партии промышленных людей компании Лебедева-Ласточкина были вынуждены выехать из русских поселений в Америке в 1797—1798 годах. Компания Лебедева-Ласточкина к 1798 году потерпела фиаско в Америке, не выдержав конкуренции с шелиховцами, из-за отсутствия хорошего снабжения с метрополией в Сибири и восстания индейцев атна.